# アネット (芸能事務所)
株式会社アネット（英:ANET, Inc.）は、東京都中央区日本橋浜町にある芸能プロダクションである。

## 概要
お笑いタレントのほか、マジシャンなども所属する。
イベント企画、製作のほか、結婚式の余興に芸能人の派遣サービス、二次会の幹事代行サービスも行っている。
2007年2月、株式会社アプレより分社。

## 所属タレント（業務提携含む）
- 南野やじ
- レイパー佐藤
- へらちょんぺ
- 松本等しい
- Mr.Color
- 川上たけし
- 南海子
- 矢部亮
- ハマック柳田
- 妃羽理
- 藤本明義
- ゴー☆ジャス
- マナティ
- 重政豊
- 桑野信義
- KYO-SUKE

ほか

## 過去の所属者
- 春一番（2014年没）
- エスパー伊東(2024年没)
- 安生洋二（元社長）